# Кирса (река)
Кирса — река в России, протекает по Челябинской области. Устье реки находится в 21 км по левому берегу реки Малый Кизил. Длина реки составляет 16 км.

## Данные водного реестра
По данным государственного водного реестра России относится к Уральскому бассейновому округу, водохозяйственный участок реки — Урал от Верхнеуральского гидроузла до Магнитогорского гидроузла, речной подбассейн реки — подбассейн отсутствует. Речной бассейн реки — Урал (российская часть бассейна).
Код объекта в государственном водном реестре — 12010000212112200001725.